# Europäische Badminton-Hochschulmeisterschaft 2017
Die Europäische Badminton-Hochschulmeisterschaft 2017 fand vom 13. bis zum 19. Juli 2010 in Ljubljana statt. Es war die elfte Austragung der Titelkämpfe.

## Sieger und Platzierte
| Disziplin      | Gold                            | Silber                       | Bronze                            |
| -------------- | ------------------------------- | ---------------------------- | --------------------------------- |
| Herreneinzel   | Alexander Roovers               | Bernardo Atilano             | Muhammed Ali Kurt                 |
| Herreneinzel   | Alexander Roovers               | Bernardo Atilano             | Sinan Zorlu                       |
| \| Dameneinzel | Neslihan Yiğit                  | Lilian Yang                  | Merve Çoban                       |
| \| Dameneinzel | Neslihan Yiğit                  | Lilian Yang                  | Kaja Stanković                    |
| Herrendoppel   | Bruno Carvalho Tomás Nero       | Thomas Baures Matéo Martinez | Jean Crepin Leo Crepin            |
| Herrendoppel   | Bruno Carvalho Tomás Nero       | Thomas Baures Matéo Martinez | Matevž Bajuk Andraž Krapez        |
| Damendoppel    | Özge Bayrak Cemre Fere          | Tiara Samuels Emily Witts    | Irina Shorokhova Kristina Vyrvich |
| Damendoppel    | Özge Bayrak Cemre Fere          | Tiara Samuels Emily Witts    | Kornelia Marczak Aneta Wojtkowska |
| Mixed          | Paweł Pietryja Aneta Wojtkowska | Matéo Martinez Alix Saumier  | Yusuf Ramazan Bay Özge Bayrak     |
| Mixed          | Paweł Pietryja Aneta Wojtkowska | Matéo Martinez Alix Saumier  | Alexandre Hammer Emilie Beaujan   |
| Team           | Bursa Uludağ Üniversitesi       | Universität Oslo             | Universität Opole                 |
| Team           | Bursa Uludağ Üniversitesi       | Universität Oslo             | University of Nottingham          |